# Serie A (Italia) 2001-02
La Serie A 2001–02 fue la 100.ª edición del campeonato de fútbol de más alto nivel en Italia y la 70.ª bajo el formato de grupo único.
En la temporada 2001-02, la Serie A, la máxima categoría profesional italiana de fútbol estaba compuesta por 18 equipos, por la 14.ª vez consecutiva desde la temporada 1988-89.
Los primeros dos equipos clasificaron directamente en la Liga de Campeones de la UEFA, los equipos en los puestos 3.º y 4.º tuvieron que jugar en las calificaciones de la Liga de Campeones, los equipos 5.º y 6.º calificaron para la Copa de la UEFA (otro puesto le fue concedido al ganador de la Copa de Italia, mientras que los últimos cuatro equipos fueron relegados a la Serie B.
Juventus ganó su 26.º título en el último día de la competencia, luego de que el líder original, Internazionale perdiera 4-2 frente al Lazio, y con ello su chance de ganar su primer scudetto desde 1989.
En esta temporada también ocurrió el "milagro" del Chievo Verona. El club, recientemente promovido desde la Serie B por primera vez, era primero en la tabla durante el receso de Navidad. Sin embargo, después del receso, no les fue tan bien, y terminaron quintos.

## Ascensos y descensos
| Pos  | Descendidos de Serie A |
| ---- | ---------------------- |
| 15.º | Reggina                |
| 16.º | Vicenza                |
| 17.º | Napoli                 |
| 18.º | Bari                   |

| Pos | Ascendidos de Serie B |
| --- | --------------------- |
| 1.º | Torino                |
| 2.º | Piacenza              |
| 3.º | Chievo Verona         |
| 4.º | Venezia               |

## Clasificación
| Pos. | Equipo            | Pts. | PJ | G  | E  | P  | GF | GC | Dif. | Clasificación o descenso                     |
| ---- | ----------------- | ---- | -- | -- | -- | -- | -- | -- | ---- | -------------------------------------------- |
| 1    | Juventus (C)      | 71   | 34 | 20 | 11 | 3  | 64 | 23 | +41  | Fase de grupos de la Liga de Campeones       |
| 2    | Roma              | 70   | 34 | 19 | 13 | 2  | 58 | 24 | +34  | Fase de grupos de la Liga de Campeones       |
| 3    | Inter de Milán    | 69   | 34 | 20 | 9  | 5  | 62 | 35 | +27  | Tercera ronda previa de la Liga de Campeones |
| 4    | Milan             | 55   | 34 | 14 | 13 | 7  | 47 | 33 | +14  | Tercera ronda previa de la Liga de Campeones |
| 5    | Chievo Verona     | 54   | 34 | 14 | 12 | 8  | 57 | 52 | +5   | Primera ronda de la Copa de la UEFA          |
| 6    | Lazio             | 53   | 34 | 14 | 11 | 9  | 50 | 37 | +13  | Primera ronda de la Copa de la UEFA          |
| 7    | Bologna           | 52   | 34 | 15 | 7  | 12 | 40 | 40 | 0    | Tercera ronda de la Copa Intertoto           |
| 8    | Perugia           | 46   | 34 | 13 | 7  | 14 | 38 | 46 | −8   | Tercera ronda de la Copa Intertoto           |
| 9    | Atalanta          | 45   | 34 | 12 | 9  | 13 | 41 | 50 | −9   |                                              |
| 10   | Parma             | 44   | 34 | 12 | 8  | 14 | 43 | 47 | −4   | Primera ronda de la Copa de la UEFA          |
| 11   | Torino            | 43   | 34 | 10 | 13 | 11 | 37 | 39 | −2   | Segunda ronda de la Copa Intertoto           |
| 12   | Piacenza          | 42   | 34 | 11 | 9  | 14 | 49 | 43 | +6   |                                              |
| 13   | Brescia           | 40   | 34 | 9  | 13 | 12 | 43 | 52 | −9   |                                              |
| 14   | Udinese           | 40   | 34 | 11 | 7  | 16 | 41 | 52 | −11  |                                              |
| 15   | Hellas Verona (D) | 39   | 34 | 11 | 6  | 17 | 41 | 53 | −12  | Descenso de categoría                        |
| 16   | Lecce (D)         | 28   | 34 | 6  | 10 | 18 | 36 | 56 | −20  | Descenso de categoría                        |
| 17   | Fiorentina (D, E) | 22   | 34 | 5  | 7  | 22 | 29 | 63 | −34  | Excluído                                     |
| 18   | Venezia (D)       | 18   | 34 | 3  | 9  | 22 | 30 | 61 | −31  | Descenso de categoría                        |

 Fuente: [cita requerida]
Notas:
1. ↑  Parma se clasificó para la primera ronda de la Copa de la UEFA 2002-03 al haber ganado la Coppa Italia 2001-02.
2. ↑  El 1 de agosto de 2002 el equipo fue excluido de la Serie B por sus deudas y por su entrada al proceso de admisión, causando así su desaparición.

|             |
| Campeón     |
| Juventus    |
| 26.º título |

## Resultados
|            | Atalanta | Bologna | Brescia | Chievo | Fiorentina | Inter | Juventus | Lazio | Lecce | Milan | Parma | Perugia | Piacenza | Roma | Torino | Udinese | Venezia | Verona |
| ---------- | -------- | ------- | ------- | ------ | ---------- | ----- | -------- | ----- | ----- | ----- | ----- | ------- | -------- | ---- | ------ | ------- | ------- | ------ |
| Atalanta   |          | 2-2     | 0-0     | 1-2    | 2-0        | 2-4   | 0-2      | 0-1   | 2-1   | 1-1   | 4-1   | 2-1     | 1-1      | 1-1  | 1-1    | 1-5     | 1-0     | 1-0    |
| Bologna    | 1-0      |         | 2-1     | 3-1    | 3-2        | 2-1   | 0-0      | 2-0   | 4-3   | 2-0   | 1-0   | 2-1     | 1-2      | 1-3  | 1-0    | 0-1     | 1-1     | 2-1    |
| Brescia    | 3-3      | 3-0     |         | 2-2    | 3-0        | 1-3   | 0-4      | 1-1   | 1-1   | 2-2   | 1-4   | 3-0     | 2-2      | 0-0  | 1-2    | 2-0     | 3-2     | 0-0    |
| Chievo     | 2-1      | 2-0     | 1-1     |        | 2-2        | 2-2   | 1-3      | 3-1   | 2-1   | 1-1   | 1-0   | 2-0     | 4-2      | 0-3  | 3-0    | 1-2     | 1-1     | 2-1    |
| Fiorentina | 3-1      | 1-1     | 1-0     | 0-2    |            | 0-1   | 1-1      | 0-1   | 1-2   | 1-1   | 1-2   | 1-3     | 1-3      | 2-2  | 0-0    | 0-0     | 3-1     | 0-2    |
| Inter      | 1-2      | 1-0     | 2-1     | 1-2    | 2-0        |       | 2-2      | 0-0   | 2-0   | 2-4   | 2-0   | 4-1     | 3-1      | 3-1  | 0-0    | 3-2     | 2-1     | 3-0    |
| Juventus   | 3-0      | 2-1     | 5-0     | 3-2    | 2-1        | 0-0   |          | 1-1   | 3-0   | 1-0   | 3-1   | 2-0     | 2-0      | 0-2  | 3-3    | 3-0     | 4-0     | 1-0    |
| Lazio      | 2-0      | 2-2     | 5-0     | 1-1    | 3-0        | 4-2   | 1-0      |       | 1-0   | 1-1   | 0-0   | 5-0     | 1-1      | 1-5  | 0-0    | 2-0     | 4-2     | 5-4    |
| Lecce      | 0-2      | 1-0     | 1-3     | 2-3    | 4-1        | 1-2   | 0-0      | 1-2   |       | 0-1   | 1-1   | 2-3     | 0-0      | 1-1  | 1-1    | 1-2     | 2-1     | 1-1    |
| Milan      | 0-0      | 0-0     | 0-0     | 3-2    | 5-2        | 0-1   | 1-1      | 2-0   | 3-0   |       | 3-1   | 1-1     | 0-0      | 0-0  | 2-1    | 2-3     | 1-1     | 2-1    |
| Parma      | 1-1      | 2-1     | 1-0     | 0-0    | 2-0        | 2-2   | 1-0      | 1-0   | 1-1   | 0-1   |       | 2-1     | 2-2      | 1-2  | 0-1    | 2-0     | 2-1     | 2-2    |
| Perugia    | 2-0      | 1-0     | 1-1     | 2-2    | 2-0        | 0-2   | 0-4      | 0-0   | 2-1   | 3-1   | 2-1   |         | 1-0      | 0-0  | 2-0    | 1-2     | 2-0     | 3-1    |
| Piacenza   | 1-2      | 2-0     | 0-1     | 2-2    | 3-0        | 2-3   | 0-1      | 1-0   | 1-2   | 0-1   | 2-3   | 2-0     |          | 2-0  | 3-1    | 1-2     | 5-0     | 3-0    |
| Roma       | 3-1      | 3-1     | 0-0     | 5-0    | 2-1        | 0-0   | 0-0      | 2-0   | 5-1   | 1-0   | 3-1   | 1-0     | 2-0      |      | 1-0    | 1-1     | 1-0     | 3-2    |
| Torino     | 1-2      | 1-1     | 1-3     | 2-2    | 1-0        | 0-1   | 2-2      | 1-0   | 1-1   | 1-0   | 1-0   | 1-0     | 1-1      | 0-1  |        | 3-1     | 1-2     | 5-1    |
| Udinese    | 1-2      | 0-1     | 3-2     | 1-2    | 1-2        | 1-1   | 0-2      | 1-4   | 0-1   | 1-2   | 3-2   | 0-0     | 1-1      | 1-1  | 2-2    |         | 1-0     | 2-1    |
| Venezia    | 0-1      | 0-1     | 1-2     | 0-0    | 2-0        | 1-1   | 1-2      | 0-0   | 1-1   | 1-4   | 3-4   | 0-2     | 2-3      | 2-2  | 1-1    | 2-1     |         | 0-1    |
| Verona     | 3-1      | 0-1     | 2-0     | 3-2    | 1-2        | 0-3   | 2-2      | 3-1   | 2-1   | 1-2   | 1-0   | 1-1     | 1-0      | 1-1  | 0-1    | 1-0     | 1-0     |        |

## Fichajes

### Fichajes más caros del verano
| Pos. | Jugador                | Club de destino | Club de origen   | Precio (€) | Ref. |
| ---- | ---------------------- | --------------- | ---------------- | ---------- | ---- |
| 1.º  | Gianluigi Buffon       | Juventus        | Parma            | 54.000.000 |      |
| 2.º  | Gaizka Mendieta        | Lazio           | Valencia         | 48.000.000 |      |
| 3.º  | Rui Costa Pavel Nedved | Milan Juventus  | Fiorentina Lazio | 42.000.000 |      |
| 4.º  | Lilian Thuram          | Juventus        | Parma            | 41.000.000 |      |